# 테오필린

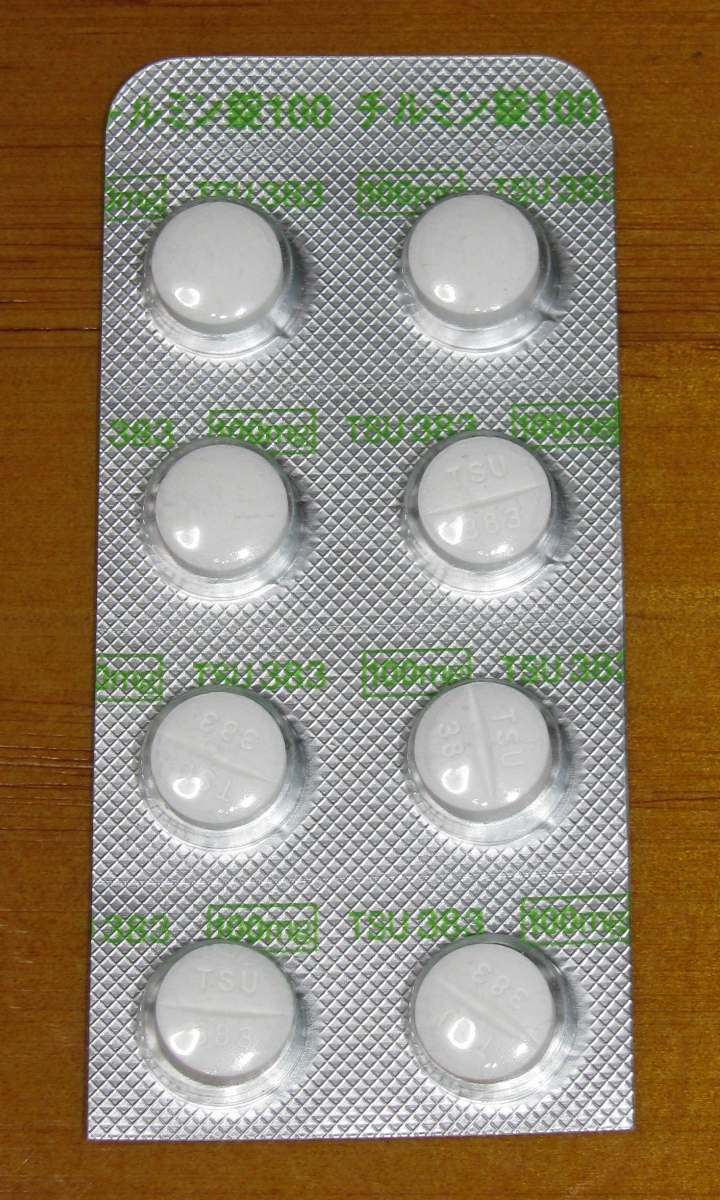
일본의 테오필린 ER(extended-release) 알약

테오필린(theophylline, 1,3-디메틸크산틴(1,3-dimethylxanthine))은 만성 폐쇄성 폐질환(COPD), 천식 등 호흡기 질환의 치료에 사용되는 잔틴 약물로서, 다양한 브랜드명으로 판매되고 있다. 잔틴계에 속하는 이 물질은 구조와 약리적 특성이 테오브로민, 카페인과 유사성을 가지며 자연에서 쉽게 발견되며 차(차나무), 코코아(카카오)에 존재한다. 적은 양의 테오필린은 간의 카페인 대사 처리 산물 가운데 하나이다.

## 역사
테오필린은 차잎에서 최초로 추출되었으며 1888년 독일의 생물학자 알브레히트 코셀에 의해 화학적으로 식별되었다. 7년 뒤, 1,3-dimethyluric acid으로 시작되는 화학합성이 에밀 피셔, Lorenz Ach에 의해 기술되었다. 테오필린 합성의 대안 방식인 퓨린은 1900년 독일의 다른 과학자 Wilhelm Traube에 의해 도입되었다. 테오필린의 최초의 임상적 활용은 1902년 이뇨제로서 사용되기 시작했다. 천식 치료로 처음 보고되기까지 20년의 시간이 더 걸렸다. 이 약물은 Theostat 20, Theostat 80라는 이름으로 최대 1970년대까지 시럽으로 처방되었으며 1980년대 초 Quibron이라는 이름의 알약 형태로 판매되었다.